# Margarita Orfila Pons
Margarita Orfila Pons, nace en Mahón (Menorca) el 6 de agosto de 1957. Es catedrática de arqueología de la época prehistórica y antigua.
Profesora de arqueología a la Universidad de Granada.
Trabaja a las excavaciones de Pollentia de la ciudad de Alcudia desde 1979 y las excavaciones de Campos desde 1997. A la muerte del profesor Antoni Arribas Palau en el año 2002, Orfila es designada directora de las excavaciones de la ciudad romana de Pol·lèntia.
Orfila es miembro académica desde el 14 de enero de 2002 de la Real Academia de Bellas Artes de Nuestra Señora de las Angustias de la ciudad de Granada.

## Obra publicada
Al largo de su carrera profesional ha publicado más de una treintena de artículos en revistas especializadas como por ejemplo:
- Romula (La Vega de Granada y sus establecimientos rurales romanos: Nuevos datos sobre la zona residencial de la villa de Gabia. Purificación Marín Díaz, Margarita Orfila Pons. Romula, 1695-4076, N.º. 15, 2016,págs.283-308).[4]
- Archeologia classica (The Tuscan templo of Pollentia (Mallorca, Balearic Islands). Bartomeu Vallori Márquez, Miguel Ángel Cae Ontiveros, Margarita Orfila Pons. Archeologia classica, 0391-8165, Vol. 66, N.º. 5, 2015).[4]
- SPAL: Revista de prehistoria y arqueología de la Universidad de Sevilla (Bolas helenísticos cono relieves a molde en el santuario de Calescoves (Menorca). Elena Sánchez López, Margarita Orfila Pons. SPAL: Revista de prehistoria y arqueología de la Universidad de Sevilla, 1133-4525, 2255-3924, N.º 24, 2015,págs.237-252)[4]
- Revista del Centro de Estudios Históricos de Granada y su Reino (Granada en época romana: los restos arqueológicos, una visión global. Margarita Orfila Pons. Revista del Centro de Estudios Históricos de Granada y su Reino, 0213-7461, N.º. 25, 2013,págs.15-28)[4]
- Pyrenae: revista de prehistoria y antigüedad de la Mediterránea Occidental (La intervención de Q. Cecilio Metelo sobre las Baleares (123 a 121 a. C.): condicionas previas y sus consecuencias. Margarita Orfila Pons. Pyrenae: revista de prehistoria y antigüedad de la Mediterránea Occidental, 0079-8215, 2339-9171, Vol. 39, N.º. 2, 2008, págs. 7-45)[4]

También ha publicado libros y ha contribuido en obras colectivas cómo son:
- Aproximación al estado actual del conocimiento arqueológico del casco urbano de Granada.  Mario Gutiérrez Rodríguez, Margarita Orfila Pons. Lo registro arqueológico y la Arqueología Medieval / coord. miedo Antonio Malpica Cuello, Guillermo García-Contreras Ruiz, 2016, 9788494531972,págs.391-408. Castellano.[6]
- Sombras y luces. Margarita Orfila Pons. vuelvo a la Granada falsificada, 2012, 978-84-7807-073-2,págs.5-16. Castellano.
- La vestimenta en época romana. Una visión desde la arqueología. Margarita Orfila Pons. Lengua @e historia social: la importancia de la moda / coord. miedo José F. Lorenzo Rojas, Estela de Rocío Montoro Cano; María José Sánchez Rodríguez (aut.), 2009, 978-84-338-5065-2,págs.11-32.[7]